# Marie Hinrichs

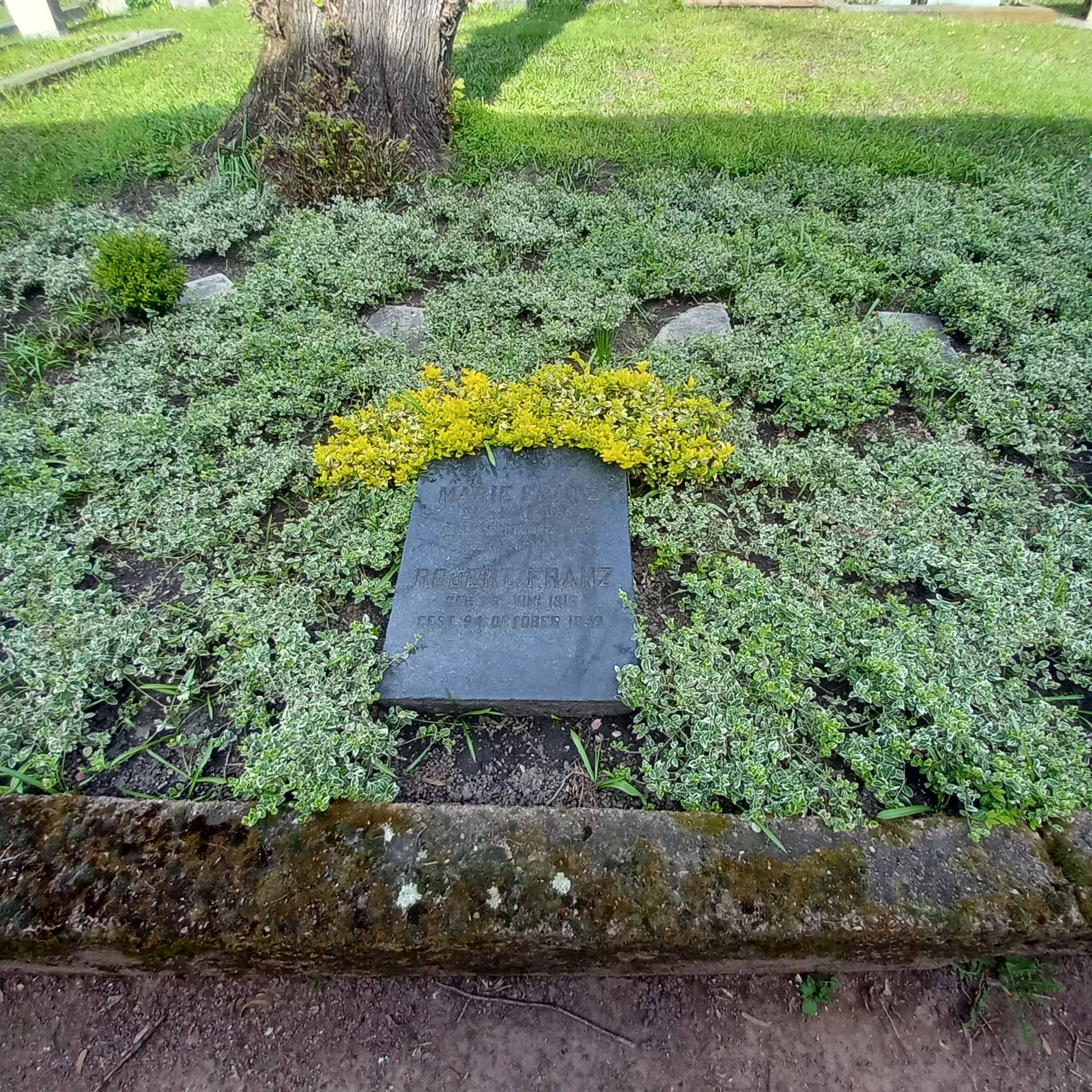
Das Grab von Marie Hinrichs und ihrem Ehemann Robert Franz auf dem Stadtgottesacker in Halle (Saale)

Marie Hinrichs, verh. Franz (* 16. September 1828 in Halle (Saale); † 3. Mai 1891 ebenda) war eine deutsche Sängerin und Komponistin.
Marie Hinrichs wurde als Tochter des evangelischen Theologen und Professors für Philosophie Hermann Friedrich Wilhelm Hinrichs in Halle geboren. Ihr Bruder Friedrich Hinrichs (1820–1902) war ebenfalls Komponist. Über ihre musikalische Ausbildung ist derzeit nichts bekannt. 1846 gab sie bei dem Leipziger Verlag Breitkopf & Härtel ihre Neun Gesänge für eine Singstimme mit Begleitung des Pianoforte heraus. 1848 heiratete sie in Halle den Komponisten Robert Franz.
Marie Hinrichs komponierte insgesamt 24 Lieder für Singstimme und Klavier, im Druck erschien nur das oben erwähnte op. 1 Neun Gesänge. Ob sie weitere Kompositionen schrieb, ist nicht bekannt.